# Achacy Turobojski
Achacy Turobojski herbu Bończa (zm. w 1671 roku) – skarbnik bielski w latach 1651-1671.
Jako poseł ziemi bielskiej na sejm elekcyjny 1669 roku był elektorem Michała Korybuta Wiśniowieckiego z ziemi bielskiej w 1669 roku.